# Батеньков, Гавриил Степанович
Гаврии́л Степа́нович Ба́теньков (25 марта [5 апреля] 1793, Тобольск — 29 октября [10 ноября] 1863, Калуга) — декабрист, писатель.

## Биография

### Детство и юность
Родился в семье тобольского дворянина обер-офицера Степана Герасимовича Батенькова (ок. 1738—1808), мать — урожд. Урванцева. У своего отца был двадцатым ребёнком.
Родился он «почти мертвым» (по легенде только при похоронах, уже в гробике, обнаружил признаки жизни). С детства отличался чрезвычайной нервностью, был близорук, хотя обходился без очков, был слаб голосом, услышанный в детстве звук большого колокола расстроил его слух.
Воспитывался в Тобольском военно-сиротском отделении, а также в народном училище и гимназии. С 1810 (или 1811) года — в Дворянском полку при 2-м кадетском корпусе в Петербурге. Однокашник В. Ф. Раевского. 21 мая 1812 года выпущен прапорщиком в 13-ю артиллерийскую бригаду 3-й Западной армии.

### Отечественная война 1812 года
Участник Отечественной войны 1812 года и заграничных походов. 17 декабря 1813 года за отличие произведён в подпоручики. 20 января (1 февраля) 1814 года награждён орденом Св. Владимира 4-й степени с бантом — за отличие в бою при селении Ларотьер. В сражении при Монмирале 30 января (11 февраля) 1814 года был ранен (получил 10 штыковых ран) и попал в плен, в котором находился до 10 (22) февраля 1814 года. С сентября 1814 года служил в 27-й артиллерийской бригаде, с 11 января 1816 года — в 14 батарейной роте 7-й бригады. 7 мая 1816 г. уволен с военной службы по состоянию здоровья (последствия ранений).

### Инженер путей сообщения
Сдал экзамен в Институте Корпуса инженеров путей сообщения, и с 5 октября 1816 года назначен инженером 3 класса в Х (Сибирский) округ, 2 февраля 1817 года утверждён в чине поручика (со старшинством с 17 декабря 1813 года).
По просьбе генерал губернатора Сибири Ведомство путей сообщения согласилось выделить Томску человека, который взял бы на себя техническое руководство инженерно-строительными работами, и в марте 1817 года Батеньков приехал в Томск, где их и возглавил. Он руководил работами по благоустройству улиц (строительство гравийных шоссе вместо полусгнивших деревянных мостовых), водоисточников, по укреплению набережной реки Ушайки и возведению деревянного Думского моста через неё, прослужившего 96 лет. Помимо служебных обязанностей, принимал активное участие в устройстве масонской ложи «Великого светила».

Городу деятельность Батенькова была только на пользу и в денежном отношении, в частности. Но именно его энергия у многих местных чиновников вызывала недовольство: уж очень умен и самоволен оказался петербургский инженер. Тем не менее в аттестате, выданном губернатором перед отъездом в Тобольск говорилось, что Батеньков "в короткое время… показал на пользу города Томска довольно успеха усердным своим старанием, деятельными всегда занятиями и искусством— Юшковский В. Батеньков в Томске. — Томск, 2004
С 1819 года по 1821 год — ближайший помощник М. М. Сперанского по управлению Сибирью; 17 апреля 1819 года был произведён в капитаны, 20 июня 1821 года — в майоры.

### В Петербурге
Указом от 28 июля 1821 года назначен в Особый сибирский комитет с переводом в Петербург. 29 января 1823 года назначен по особым поручениям по части военных поселений, а затем — членом Совета главного над военными поселениями начальника — А. А. Аракчеева. 25 января 1824 года произведён в подполковники. С 10 июля 1824 года — старший член Комитета по отделениям военных кантонистов. Участвовал в разработке устава об управлении инородцев, определявшего правовой статус и внутреннее самоуправление коренных народов Сибири до Февральской революции.
Вышел в отставку вследствие разных неприятностей по службе.
Через А. Бестужева и К. Рылеева стал членом Северного тайного общества, быстро занял видное место, в декабристском правительстве предполагался на роль председателя.
Арестован 28 декабря 1825 года в Петербурге, 29 декабря доставлен в Петропавловскую крепость в № 2 Никольской куртины: «содержать строжайше, дав писать, что хочет: так как он больной и раненый, то облегчить его положение по возможности».

### После восстания
На следствии сначала запирался, но в марте 1826 года заявил о принадлежности к тайному обществу и согласии с его планами, писал, что выступление 14 декабря — «не мятеж, как к стыду моему именовал его несколько раз, но первый в России опыт революции политической, опыт почтенный в бытописаниях и в глазах других просвещённых народов».
Был приговорён к вечной каторге, смягчённой до 20 лет. Год находился в крепости Свартгольм, но вместо Сибири был возвращён (весьма вероятно, по собственному желанию) обратно в Петропавловскую крепость. В семье Елагиных, с которой Батеньков провёл последние годы жизни, сохранилось предание, что следствие признало его невиновность, и император приказал не только освободить Батенькова, но и произвести его в следующий чин и наградить материально. Но тот испугался быть заподозренным в предательстве и написал Николаю I, что, выпущенный на свободу, составит новый заговор. В этой связи возникла вторая версия 20-летнего заточения — месть Николая I за апологию декабристского движения.
С 1827 по 1846 год содержался в одиночной камере Алексеевского равелина Петропавловской крепости. В крепости его общение было ограничено дежурным офицером. Первые годы совсем не выходил из камеры, позже мог прогуливаться в тюремном коридоре, но, кроме солдат, не видел никого, ни с кем не общался и почти разучился разговаривать. В еде имел выбор и предпочитал вегетарианскую пищу, не имел отказа в вине. Мог требовать священника для исповеди и причастия. Вёл записи своих мыслей (в опубликованной в «Русской Старине» в 1889 году статье указывалась исписанная Батеньковым в заключении 40-страничная тетрадь, однако же отмечалось: знакомство с её записями «приводит лишь к убеждению, что 20-летнее одиночное заключение сделало своё дело, и что стройный ход мозговой работы у несчастного узника иногда прерывался… да и не мудрено!»). Из книг разрешено было читать только Библию (по другим сведениям — мог получать книги). Из заключения обращался с крайне дерзкими и полуабсурдными письмами к Николаю I и в прочие инстанции. Среди исследователей нет общей точки зрения на то, был ли Батеньков в заключении психически болен или симулировал сумасшествие.

### Возвращение в Томск (1846—1856 годы)
В 1846 году был выслан в Томск. Проживал в доме Н. И. Лучшева (дом находился слева от главного входа в Благовещенский собор), ныне — переулок Батенькова.
В Красноярске по проекту Батенькова в 1854—1858 годах было построено здание Благородного собрания. Проект здания был выполнен по просьбе декабриста В. Л. Давыдова, жившего на поселении в Красноярске.

### Последние годы жизни
После всеобщей амнистии 1856 года выехал в европейскую часть России. Жил в имении Петрищево Белёвского уезда Тульской губернии у вдовы своего однополчанина А. А. Елагина Авдотьи Петровны Киреевской и в собственном доме в Калуге, куда выписал вдову Лучшева с детьми. Занимался переводами с французского (остались в рукописях). Скончался от воспаления лёгких.
Похоронен в селе Петрищево.
По рассказу А. В. Адрианова, вдова Лучшева, чувствуя приближение смерти, зашила хранившиеся у неё записки Батенькова в шёлковую подушку и завещала положить их в гроб под её голову, когда она умрёт. Уговоры не смогли изменить её решение.

## Основные идеи и произведения
Выступал за ликвидацию крепостного права и конституционную монархию. Основным принципом познания и действия считал волевую интуицию. На его взгляды повлияли Бёме, Сведенборг, российские масоны, Монтескьё и физиократы.
Оставил много (по большей части неопубликованных) работ (в том числе «Повесть собственной жизни»), был незаурядным поэтом (при жизни издана только поэма «Одичалый», ряд произведений напечатаны в первой половине XX века) и критиком. Известна его статья, написанная по поводу сообщения о предполагавшемся выходе в свет 2-го тома «Мёртвых душ» Н. В. Гоголя.
В 1970-е годы А. А. Илюшин издал ряд ранее неизвестных философских стихотворений Батенькова, вызвавших высокую оценку критики и литературоведения 1970—1980-х годов; они вошли в несколько антологий и неоднократно переиздавались. Рукописи этих стихотворений в настоящее время неизвестны. Ученик Илюшина М. И. Шапир в 1990-е годы выдвинул гипотезу о том, что эта часть корпуса батеньковской поэзии (по объёму почти половина) представляет собой мистификацию, сочинённую Илюшиным, и посвятил данной проблеме объёмный труд, однако признал, что при существующих филологических методах не может этого строго доказать.

### Избранные труды
Источник — электронные каталоги РНБ.
- Батеньков Г. С. О египетских письменах. — СПб.: тип. Н. Греча, 1824. — 109 с.
- Батеньков Г. С. Письма // Письма Г. С. Батенькова, И. И. Пущина и Э. Г. Толля  / Под общ. ред. Б. П. Козьмина. — М.: Всес. б-ка им. В. И. Ленина, 1936.
- Батеньков Г. С. Сочинения и письма / Отв. ред. С. Ф. Коваль. — Иркутск: Вост.-Сиб. кн. изд-во, 1989. — Т. 1 : Письма (1813—1856). — 525 с. — («Поляр. звезда» : Документы и материалы). — 50 000 экз. — ISBN 5-7424-0037-3.

## Памятные места

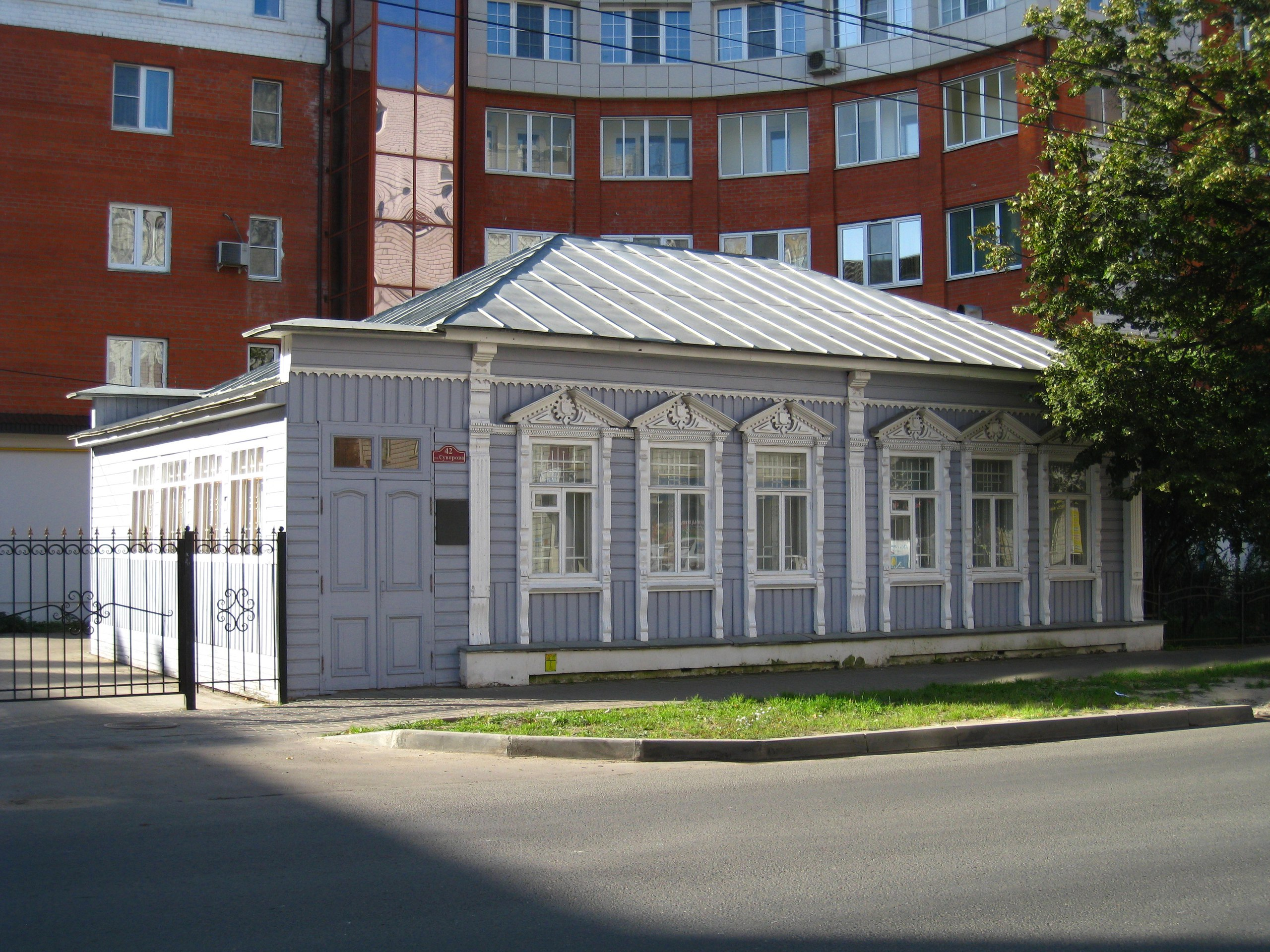
Дом Г. С. Батенькова в Калуге

Памятник в Томске

### Санкт-Петербург
- лето 1821 года — гостиница «Демут» — набережная реки Мойки, 40;
- вторая половина 1822 года — квартира З. П. Тизенгаузен в Училище правоведения — набережная реки Фонтанки, 6;
- 1823—1825 годы — дом Армянской церкви святой Екатерины — Невский проспект, 42.

### Калуга
- 1856—1863 — в доме, где жил Гавриил Степанович Батеньков, создан музей «Мемориальный дом Г. С. Батенькова» — улица Суворова, 42.

### Томск
- 1846—1856 годы — дом Н. И. Лучшева в Благовещенском переулке (ныне — переулок Батенькова, не сохранился);
- Площадь Батенькова
- Степановка.